# Scary Movie 2
Scary Movie 2 è un film del 2001 diretto da Keenen Ivory Wayans. Il film è il sequel di Scary Movie, uscito nel 2000, e il secondo film della serie cinematografica Scary Movie.

## Trama
È tempo di festeggiamenti a Casa Inferno per i suoi occupanti e gli ospiti. L'allegria viene però smorzata dall'apparizione della figlia posseduta della padrona di casa; per esorcizzarla vengono chiamati padre MacFeely e il suo assistente Harris. L'esorcista decide di porre fine una volta per tutte alla faccenda sparando alla ragazza.
Un anno dopo, l'attenzione si sposta su coloro che sono sopravvissuti agli eventi del primo film: Cindy Campbell, Brenda Meeks, Ray Wilkins e Shorty Meeks (nonostante quasi tutti fossero effettivamente morti durante il capitolo precedente).
Per via di un esperimento messo in piedi dal professor Oldman e dal suo assistente paraplegico Dwight Hartman, i quattro ragazzi, con l'aggiunta dei coetanei Buddy, Theo e Alex, sono invitati a recarsi a Casa Inferno, teatro di numerosi eventi paranormali, per qualche giorno. Al loro arrivo, i ragazzi vengono accolti da Hanson, inquietante e bizzarro maggiordomo con una mano deforme e minuscola. Ben presto il gruppo prende coscienza delle misteriose entità che risiedono nell'abitazione, ma Oldman non è intenzionato a interrompere l'esperimento e consegna le chiavi del cancello al suo assistente.
I ragazzi riescono a rubargli le chiavi, ma mentre stanno per uscire dalla casa stregata, il professore viene ucciso nei sotterranei da una mostruosa donna fantasma adescatrice. Lo spirito, ossia quello del defunto padrone di Casa Inferno, Hugh Kane, blocca tutte le uscite e i ragazzi gli danno la caccia, per liberarsene. Alla fine riescono a distruggere il poltergeist e ad uscire vivi dalla casa, tranne Alex. Cindy inizia una relazione con Buddy, e Shorty con il fantasma adescatore.

## Distribuzione
Il film ha debuttato nei cinema statunitensi il 4 luglio 2001, mentre nelle sale italiane è approdato il 12 ottobre seguente.

## Riconoscimenti
- 2001 - Bogey Awards
  - Bogey Award
- 2002 - ALMA Award
  - Nomination Miglior trucco a Rebecca DeHerrera
- 2001 - Teen Choice Awards
  - Miglior film che i tuoi genitori non volevano farti vedere
- 2002 - Canadian Comedy Awards
  - Nomination Miglior performance comica a Kathleen Robertson